# زواج المثليين في البرتغال
أصبج زواج المثليين قانونيًا في البرتغال منذ 5 يونيو 2010. قدمت حكومة رئيس الوزراء جوزيه سوكراتيس مشروع قانون لتشريعه في ديسمبر 2009؛ وقد أقره البرلمان البرتغالي في شباط/فبراير 2010. وأعلنت المحكمة الدستورية البرتغالية قانونيته في شهر نيسان/أبريل من عام 2010. وفي يوم 17 أيار/مايو 2010، وقع الرئيس أنيبال كافاكو سيلفا على القانون وأصبحت البرتغال البلد السادس أوروبياً والثامن عالمياً الذي يقوم بتشريع زواج المثليين على الصعيد الوطني. تم نشر القانون في الجريدة الرسمية البرتغالية في 31 مايو 2010، ودخل حيز التتفيذ في 5 يونيو 2010.
ومنذ 11 أيار/مايو 2001، تعترف البرتغال أيضا بالاتحاد بحكم الأمر الواقع (وهو نوع من أنواع الاتحاد المدني)، كبديل للشركاء (المثليين أو المغايرين) الذين لا يرغبون في الزواج.

## الاتحاد بحكم الواقع
الاتحاد بحكم الواقع في البرتغال (بالبرتغالية: união de facto) (بالميراندية: ounion de fato) هو شكل من أشكال الاتحاد المدني حيث يتم الاعتراف قانونيا بالشريكين ومنح حقوق مماثلة للأزواج المتزوجين، دون أن يسجلا رسميا علاقتهما في حفل زواج مدني أو ديني.
كما هو الحال مع الزواج العرفي (والذي يطلق عليه أحيانًا «الزواج بحكم الواقع»)، فإن الشريكين يمثلان نفسهما للآخرين وكأنهما متزوجان، وينظمان علاقتهما كما لو كانا كذلك، بعمل دليل على الاعتراف القانوني وهو الاتحاد بحكم الواقع. ومع ذلك، وبخلاف الزواج العرفي، فإن الوضع لا يعادل الزواج: تختلف الحقوق والالتزامات القانونية للزوجين في الاتحاد بحكم الواقع عن المتزوجين. تم تقشريع الاتحادات المثلية بحكم الواقع بموجب «قانون رقم 7/2001» (بالبرتغالية: Lei n.º 7/2001)
منذ الخامس من حزيران/يونيو 2010، تعترف البرتغال أيضاً بزواج المثليين، مع بقاء الاتحاد بحكم الواقع كبديل للشركاء (المثليين والمغايرين) الذين لا يرغبون في الزواج.
في عام 2011، كان هناك حوالي 730,000 اتحادا بحكم الواقع في البرتغال بصفة إجمالية بين الشركاء المغايرين والشركاء المثليين، بزيادة 276% في ال20 سنة السابقة.

## حكم المحكمة الدستورية
في 1 شباط/فبراير 2006، تقدمت شريكتان من المثليات بطلب للحصول على رخصة زواج. ورُفض طلبهم، لكن الشريكتين، تيريزا بيريس وهيلينا بايكساو، وعدتا بالطعن على المنع في المحكمة، قائلتين أنه تم التمييز ضدهما على أساس التوجه الجنسي، الذي يحظره دستور عام 1976. وقد أصبح التمييز على أساس التوجه الجنسي غير قانوني في عام 2004. وفي مايو 2007، رفضت المحكمة الاقتراح وطعنت الشريكة ذلك إلى المحكمة الدستورية البرتغالية للنظر في القضية. تلقت المحكمة الدستورية القضية في يوليو 2007. وقدم المحامي عن الشريكتين لويس غرايف رودريغيز، ادعاءاتهما في 19 أكتوبر 2007، من بينهم سبعة من الآراء القانونية (بالبرتغالية: pareceres) من أساتذة القانون البرتغاليين الذين جادلوا بأن منع زواج المثليين غير دستوري.
في 9 يوليو 2009، قررت المحكمة الدستورية بتصويت 3 أصوات لصالح مقابل صوتين ضد (3-2) أن الدستور لا يطالب بالاعتراف بزواج المثليين، ولكن لا يعارضه أيضا، وأنه يجب تشريع ذلك من قبل البرلمان البرتغالي.

## الإجراءات التشريعية

### مشروعا قانون الكتلة اليسارية وحزب الخضر لعام 2008
تم تقديم مشروعي قانون لتشريع زواج المثليين إلى البرلمان في 10 أكتوبر 2008. تم تقديم مشاريع القوانين بشكل منفصل من قبل الكتلة اليسارية والحزب الخضر البرتغالي. ورفض البرلمان مشروعي القانون بسبب معارضة الحزب الاشتراكي البرتغالي الحاكم والحزب الديمقراطي الاجتماعي الذي كان حزب المعارضة الرئيسي.

### مشروع قانون الحكومة (2009-2010)
صرح رئيس الوزراء خوسيه سوكراتيس في 18 يناير 2009 أنه إذا أعيد انتخابه في انتخابات سبتمبر 2009، فإنه يعتزم تقديم مشروع قانون يسمح للشركاء المثليين بالحق في الزواج. في حين أن مشروع القانون لم يقنن تبني المثليين للأطفال، فإن معظم منظمات الدفاع عن حقوق المثليين في البرتغال دعمت هذا الإجراء كخطوة مهمة.
في مارس 2009، أكد خورخي لاكاو، وزير الدولة لرئاسة مجلس الوزراء، أن الحكومة الاشتراكية تعتزم تقنين زواج المثليين إذا أعيد انتخابها في عام 2009.
وأعربت مانويلا فيريرا ليتي، زعيمة «الحزب الديمقراطي الاجتماعي» المحافظ، عن رفضها لتقنين زواج المثليين.
في مايو/أيار 2009، تشكلت حركة شعبية، وهي حركة «المساواة في الوصول إلى الزواج المدني»، من أجل الحراك لتشريع قانون زواج المثليين المقترح. وقد جذب ذلك دعم العديد من المشاهير البرتغاليين، بما في ذلك الحائز على جائزة نوبل جوزيه ساراماغو ورئيس بلدية لشبونة حينها، أنطونيو كوستا.
في أكتوبر/تشرين الأول 2009، أكد جوزيه سوكراتيس الذي أعيد انتخابه مؤخراً على تأكيده بأن الحزب الاشتراكي سيمضي قدماً في وعد حملته الانتخابية بتقنين زواج المثليين. حظي الاقتراح بدعم قوي من الكتلة اليسارية، حيث قدم زعيمها البرلماني تعديلاً مقترحًا لقانون الأسرة والذي من شأنه أن يجعل تعريف الزواج محايدًا جنسانياً. في منتصف أكتوبر 2009،
تم تمرير مشروع القانون في البرلمان البرتغالي في قراءته الأولى، في تصويت 126 صوتا لصالح مقابل 97 صوتا ضد (126-97)،  وتم رفض مشاريع القوانين التي قدمتها الكتلة اليسارية والحزب الخضر، وتم كذلك رفض إجراء لإنشاء اتحادات مدنية مسجلة، قدمه حزب الحزب الديمقراطي الاجتماعي.
في 10 فبراير، وافقت لجنة الشؤون الدستورية بالبرلمان على مشروع القانون. وتم التصويت البرلماني الأخير في 11 فبراير، بالموافقة على مشروع القانون. في 24 فبراير 2010، أرسلت لجنة الشؤون الدستورية مشروع القانون إلى الرئيس البرتغالي، أنيبال كافاكو سيلفا.  قال خورخي لاكو إنه من المحتمل أن يتم تقنين زواج المثليين في أوائل عام 2010.
في 3 نوفمبر/تشرين الثاني 2009، دعا خوسيه ريبيرو إي كاسترو، العضو في حزب الشعب البرتغالي (CDS-PP)، إلى إجراء استفتاء حول الموضوع لكن رئيس الوزراء، والحزب الاشتراكي، والكتلة اليسارية رفضوا تلك الفكرة.
في 4 تشرين الثاني/نوفمبر 2009، قال فرانسيسكو أسيس، الزعيم البرلماني للحزب الاشتراكي، إنه سيتم التصويت على مشروع قانون زواج المثليين قريباً، وأكد أن مشروع القانون لن يسمح للأزواج المثليين بتبني الأطفال.
في 17 ديسمبر 2009، وافقت الحكومة على مشروع قانون زواج المثليين.
في 8 كانون الثاني 2010، وبعد المناقشة، التي تضمنت تدخل رئيس الوزراء،
في 13 مارس/آذار 2010، طلب الرئيس من المحكمة الدستورية التحقق مما إذا كان مشروع القانون دستوريًا. في 8 أبريل 2010، حكمت المحكمة الدستورية البرتغالية في حكم 11 صوت لصالح مقابل صوتين ضد (11-2) بدستورية مشروع القانون، مع حكم ثلاثة أعضاء منهم إلى أن الدستور يتطلب الاعتراف بزواج المثليين. تم نشر الحكم في الجريدة الرسمية في 28 أبريل، حيث أعطى الرئيس أنيبال كافاكو سيلفا 20 يوما لتوقيعه، أو الاعتراض على مشروع القانون.
في 17 مايو 2010، وقع الرئيس على مشروع القانون. تم نشر القانون في الجرييدة الرسمية البرتغالية في 31 مايو 2010 ودخل حيز التنفيذ ف 5 يونيو 2010. في 7 يونيو، أصبحت تيريزا بيريس وهيلينا بايكساو أول زوجتين مثليتين تتزوجان في البرتغال.

### تبني المثليين للأطفال
في 24 فبراير 2012، رفض البرلمان مشروعي قانون يسمحان للأزواج المثليين بتبني الأطفال.
في 17 مايو 2013، رفض البرلمان مشروع قانون يسمح للأزواج المثليين بتبني الأطفال، في تصويت 104 صوتا لصالحه مقابل 77 صوتا ضده (104-77). وفي نفس اليوم، وافق البرلمان في قراءته الأولى على مشروع قانون يسمح لأحد الشريكين بتبني الطفل البيولوجي للشريك الآخر. ولكن تم رفضه في قراءته الثانية في 14 مارس 2014، بتصويت 107 صوتا لصالحه مقابل 112 صوتا ضده (107-112).
في 17 يناير 2014، وافق البرلمان على قرار لإجراء استفتاء حول حقوق التبني المثليين للأطفال. في 28 يناير، طلب الرئيس أنيبال كافاكو سيلفا من المحكمة الدستورية التحقق مما إذا كان القرار دستوريًا. في 19 فبراير 2014، أعلنت المحكمة أن القرار غير دستوري. ورفض الرئيس كافاكو سيلفا القرار في اليوم التالي.

### المعارضة
عارض عدد من المجموعات تشريع زواج المثليين خلال عملية المناقشة وبعد التصديق عليه.
كانت الكنيسة الكاثوليكية في البرتغال تعارض القانون، وفي حين أن البرتغال هي دولة علمانية دستورية، فإن وضعها كدولة كاثوليكية تاريخياً كان أيضاً سبباً للجدل الإعلامي التي زادت من الجدل حول القانون.
في 8 يناير/كانون الثاني 2010، رفض البرلمان طلبًا يدعو إلى إجراء استفتاء وطني حول زواج المثليين.
في فبراير 2010، تظاهر 5000 شخص ضد تقنين زواج المثليين في مسيرة في لشبونة.
في 13 أيار/مايو 2010، خلال زيارة رسمية إلى البرتغال قبل أربعة أيام من التصديق على القانون، أكد البابا بنديكتوس السادس عشر، معارضته لزواج المثليين، واصفاً إياه بأنه «مخادع وخطير».

### معايير الزواج
في 19 يوليو 2010، نشر «معهد دوس ريستوستيس دو نوتاريادو» القواعد التالية بشأن الزواج: 
- يجب أن يتم عقد حالات الزواج التي تتم في الخارج بواسطة السجلات المدنية حتى إذا تم تقديمها قبل تاريخ موافقة زواج المثليين.

- لا يمكن عقد حالات الزواج بموجب تشريع بديل للزواج المدني، مثل الشراكات المدنية والإتحادات المدنية

- يمكن للمواطنين الأجانب الزواج حتى لو لم يتم الاعتراف بزواج المثليين في بلدهم الأصلي

- يمكن للمواطنين الأجانب المثليين الزواج من البرتغال دون الحاجة إلى إقامة

- يتم الاعتراف بالتبني المشترك للأزواج المثليين في الخارج في البرتغال. (الذي تم تعديله في 2016)

### الإحصاءات
بعد مرور عام على سريان القانون، تم عقد حوالي 380 زواج مثلي في البرتغال.
في عام 2013، تزوج حوالي 305 من الأزواج المثليين في البلاد، كان 98 منهم بين الزوجات المثليات من الإناث و207 من الأزواج المثليين من الذكور. في عام 2014، ارتفع هذا العدد قليلاً. حيث تم عقد 308 زواج مثلي في ذلك العام، كان 127 منهم بين الزوجات المثليات من الإناث و181 منهم بين الأزواج المثليين من الذكور. وكانت 1% من جميع حالات الزواج التي أجريت في عام 2014 بين الأزواج المثليين والمثليات.
من يونيو/حزيران 2010 إلى يونيو/حزيران 2015، تزوج 1591 من الأزواج المثليين في البرتغال. كان 1060 منهم بين الأزواج المثليين الذكور و531 منهم بين الزوجات المثليات من الإناث.
تزوج ما مجموعه 33,111 زوجًا في البرتغال عام 2017. من بين هؤلاء، كان 523 (1.58%) بين الأزواج المثليين. كان 282 منهم بين الأزواج المثليين من الذكور و241 منهم بين الزوجات المثليات من الإناث.

## الرأي العام
وجد استطلاع مؤسسة يوروباروميتر لعام 2015 أن 61% من البرتغاليين اعتقدوا أنه يجب السماح بزواج المثليين في جميع أنحاء أوروبا، بينما كان 33% ضد ذلك.
أظهر استطلاع أجراه مركز بيو للأبحاث خلال الفترة الممتدة ما بين أبريل وأغسطس من عام 2017 ونُشِرَ في مايو 2018، أن 59% من البرتغاليين يؤيدون زواج المثليين، ونسبة 28% يعارضونه و13% لا يعرفون أو يرفضون الإجابة. وعند تقسيم ممن شملهم الاستطلاع تبعاً للدين؛ فإن نسب تأيد حق زواج المثليين توزعت بنسبة 82% من الأشخاص الغير مرتبطين بأي دين، و64% من المسيحيين الغير ممارسين للشعائر الدينية و43% من المسيحيين المرتادين للكنائس. كانت نسبة معارضة زواج المثليين 14% فقط من قبل من هم في الفئة العمرية مابين 18-34.